# Lista över ledamöter av Sveriges riksdag 1994–1998
Det här är en lista över ledamöter av Sveriges riksdag, mandatperioden 1994–1998.

## Invalda ledamöter
| Namn | Namn                           | Parti                    | Valkrets, plats                 |
| ---- | ------------------------------ | ------------------------ | ------------------------------- |
|      | Elisa Abascal Reyes            | Miljöpartiet de Gröna    | Södermanlands län, plats 85     |
|      | Urban Ahlin                    | Socialdemokraterna       | Skaraborgs län, plats 249       |
|      | Johnny Ahlqvist                | Socialdemokraterna       | Kristianstads län, plats 147    |
|      | Rigmor Ahlstedt                | Centerpartiet            | Uppsala län, plats 72           |
|      | Christel Anderberg             | Moderata samlingspartiet | Kopparbergs län, plats 291      |
|      | Arne Andersson                 | Moderata samlingspartiet | Älvsborgs läns norra, plats 221 |
|      | Axel Andersson                 | Socialdemokraterna       | Gävleborgs län, plats 299       |
|      | Barbro Andersson Öhrn          | Socialdemokraterna       | Uppsala län, plats 69           |
|      | Elving Andersson               | Centerpartiet            | Bohuslän, plats 212             |
|      | Hans Andersson                 | Vänsterpartiet           | Kopparbergs län, plats 294      |
|      | Ingrid Andersson               | Socialdemokraterna       | Uppsala län, plats 64           |
|      | Margareta Andersson            | Centerpartiet            | Jönköpings län, plats 105       |
|      | Marianne Andersson             | Centerpartiet            | Älvsborgs läns norra, plats 225 |
|      | Sten Andersson                 | Moderata samlingspartiet | Malmö kommun, plats 157         |
|      | Widar Andersson                | Socialdemokraterna       | Gävleborgs län, plats 306       |
|      | Berit Andnor                   | Socialdemokraterna       | Jämtlands län, plats 324        |
|      | Kia Andreasson                 | Miljöpartiet de Gröna    | Göteborgs kommun, plats 204     |
|      | Eva Arvidsson                  | Socialdemokraterna       | Stockholms län, plats 27        |
|      | Beatrice Ask                   | Moderata samlingspartiet | Stockholms kommun, plats 21     |
|      | Nils Fredrik Aurelius          | Moderata samlingspartiet | Kalmar län, plats 126           |
|      | Jan Backman                    | Moderata samlingspartiet | Malmöhus läns norra, plats 164  |
|      | Erling Bager                   | Folkpartiet liberalerna  | Göteborgs kommun, plats 195     |
|      | Lennart Beijer                 | Vänsterpartiet           | Kalmar län, plats 128           |
|      | Inga Berggren                  | Moderata samlingspartiet | Malmöhus läns södra, plats 177  |
|      | Rune Berglund                  | Socialdemokraterna       | Jämtlands län, plats 325        |
|      | Mona Berglund Nilsson          | Socialdemokraterna       | Bohuslän, plats 219             |
|      | Jan Bergqvist                  | Socialdemokraterna       | Göteborgs kommun, plats 191     |
|      | Peter Weibull Bernström        | Moderata samlingspartiet | Malmöhus läns norra, plats 165  |
|      | Carl Bildt                     | Moderata samlingspartiet | Stockholms kommun, plats 6      |
|      | Per Bill                       | Moderata samlingspartiet | Uppsala län, plats 73           |
|      | Knut Billing                   | Moderata samlingspartiet | Stockholms län, plats 30        |
|      | Karl-Göran Biörsmark           | Folkpartiet liberalerna  | Östergötlands län, plats 90     |
|      | Laila Bjurling                 | Socialdemokraterna       | Södermanlands län, plats 75     |
|      | Charlotta L. Bjälkebring       | Vänsterpartiet           | Södermanlands län, plats 84     |
|      | Anders Björck                  | Moderata samlingspartiet | Jönköpings län, plats 102       |
|      | Ulf Björklund                  | Kristdemokraterna        | Kopparbergs län, plats 292      |
|      | Jan Björkman                   | Socialdemokraterna       | Blekinge län, plats 137         |
|      | Lars Björkman                  | Moderata samlingspartiet | Älvsborgs läns södra, plats 236 |
|      | Eva Björne                     | Moderata samlingspartiet | Västernorrlands län, plats 318  |
|      | Maud Björnemalm                | Socialdemokraterna       | Örebro län, plats 263           |
|      | Britt Bohlin                   | Socialdemokraterna       | Älvsborgs läns norra, plats 227 |
|      | Sinikka Bohlin                 | Socialdemokraterna       | Gävleborgs län, plats 303       |
|      | Sigrid Bolkéus                 | Socialdemokraterna       | Gävleborgs län, plats 301       |
|      | Claes-Göran Brandin            | Socialdemokraterna       | Göteborgs kommun, plats 205     |
|      | Lennart Brunander              | Centerpartiet            | Älvsborgs läns södra, plats 233 |
|      | Ingrid Burman                  | Vänsterpartiet           | Uppsala län, plats 70           |
|      | Laila Bäck                     | Socialdemokraterna       | Kopparbergs län, plats 298      |
|      | Lars Bäckström                 | Vänsterpartiet           | Bohuslän, plats 213             |
|      | Lisbet Calner                  | Socialdemokraterna       | Bohuslän, plats 211             |
|      | Andreas Carlgren               | Centerpartiet            | Stockholms län, plats 58        |
|      | Leif Carlson                   | Moderata samlingspartiet | Kalmar län, plats 123           |
|      | Birgitta Carlsson              | Centerpartiet            | Skaraborgs län, plats 244       |
|      | Inge Carlsson                  | Socialdemokraterna       | Östergötlands län, plats 87     |
|      | Sivert Carlsson                | Centerpartiet            | Kalmar län, plats 127           |
|      | Marianne Carlström             | Socialdemokraterna       | Göteborgs kommun, plats 196     |
|      | Åke Carnerö                    | Kristdemokraterna        | Bohuslän, plats 217             |
|      | Birgitta Dahl                  | Socialdemokraterna       | Uppsala län, plats 63           |
|      | Rolf Dahlberg                  | Moderata samlingspartiet | Gävleborgs län, plats 300       |
|      | Lennart Daléus                 | Centerpartiet            | Stockholms län, plats 49        |
|      | Britt-Marie Danestig-Olofsson  | Vänsterpartiet           | Östergötlands län, plats 99     |
|      | Torgny Danielsson              | Socialdemokraterna       | Värmlands län, plats 260        |
|      | Siri Dannaeus                  | Folkpartiet liberalerna  | Södermanlands län, plats 82     |
|      | Inger Davidson                 | Kristdemokraterna        | Stockholms län, plats 47        |
|      | Susanne Eberstein              | Socialdemokraterna       | Västernorrlands län, plats 322  |
|      | Margitta Edgren                | Folkpartiet liberalerna  | Malmöhus läns södra, plats 173  |
|      | Erik Arthur Egervärn           | Centerpartiet            | Jämtlands län, plats 326        |
|      | Christer Eirefelt              | Folkpartiet liberalerna  | Hallands län, plats 182         |
|      | Maud Ekendahl                  | Moderata samlingspartiet | Kristianstads län, plats 141    |
|      | Berndt Ekholm                  | Socialdemokraterna       | Älvsborgs läns södra, plats 235 |
|      | Tomas Eneroth                  | Socialdemokraterna       | Kronobergs län, plats 120       |
|      | Marie Engström                 | Vänsterpartiet           | Värmlands län, plats 254        |
|      | Dag Ericson                    | Socialdemokraterna       | Stockholms län, plats 59        |
|      | Dan Ericsson                   | Kristdemokraterna        | Östergötlands län, plats 96     |
|      | Kjell Ericsson                 | Centerpartiet            | Värmlands län, plats 259        |
|      | Alf Eriksson                   | Socialdemokraterna       | Hallands län, plats 187         |
|      | Eva Eriksson                   | Folkpartiet liberalerna  | Skaraborgs län, plats 246       |
|      | Ingvar Eriksson                | Moderata samlingspartiet | Kristianstads län, plats 143    |
|      | Per-Ola Eriksson               | Centerpartiet            | Norrbottens län, plats 339      |
|      | Peter Eriksson                 | Miljöpartiet de Gröna    | Västerbottens län, plats 337    |
|      | Eskil Erlandsson               | Centerpartiet            | Kronobergs län, plats 119       |
|      | Gustaf von Essen               | Moderata samlingspartiet | Uppsala län, plats 67           |
|      | Rune Evensson                  | Socialdemokraterna       | Älvsborgs läns norra, plats 223 |
|      | Ann-Marie Fagerström           | Socialdemokraterna       | Kalmar län, plats 130           |
|      | Karin Falkmer                  | Moderata samlingspartiet | Västmanlands län, plats 279     |
|      | Bo Finnkvist                   | Socialdemokraterna       | Värmlands län, plats 253        |
|      | Elisabeth Fleetwood            | Moderata samlingspartiet | Stockholms kommun, plats 5      |
|      | Eva Flyborg                    | Folkpartiet liberalerna  | Göteborgs kommun, plats 206     |
|      | Juan Fonseca                   | Socialdemokraterna       | Stockholms kommun, plats 20     |
|      | Bodil Francke Ohlsson          | Miljöpartiet de Gröna    | Malmöhus läns södra, plats 175  |
|      | Sonja Fransson                 | Socialdemokraterna       | Älvsborgs läns södra, plats 238 |
|      | Jan-Olof Franzén               | Moderata samlingspartiet | Kronobergs län, plats 118       |
|      | Rose-Marie Frebran             | Kristdemokraterna        | Örebro län, plats 267           |
|      | Lennart Fremling               | Folkpartiet liberalerna  | Kopparbergs län, plats 293      |
|      | Lennart Fridén                 | Moderata samlingspartiet | Göteborgs kommun, plats 203     |
|      | Birgit Friggebo                | Folkpartiet liberalerna  | Stockholms kommun, plats 7      |
|      | Helena Frisk                   | Socialdemokraterna       | Örebro län, plats 272           |
|      | Viola Furubjelke               | Socialdemokraterna       | Östergötlands län, plats 91     |
|      | Reynoldh Furustrand            | Socialdemokraterna       | Södermanlands län, plats 78     |
|      | Torsten Gavelin                | Folkpartiet liberalerna  | Västerbottens län, plats 334    |
|      | Margit Gennser                 | Moderata samlingspartiet | Malmö kommun, plats 154         |
|      | Birgitta Gidblom               | Socialdemokraterna       | Norrbottens län, plats 345      |
|      | Sigge Godin                    | Folkpartiet liberalerna  | Västernorrlands län, plats 314  |
|      | Eva Goës                       | Miljöpartiet de Gröna    | Stockholms kommun, plats 19     |
|      | Gunnar Goude                   | Miljöpartiet de Gröna    | Uppsala län, plats 71           |
|      | Carl Fredrik Graf              | Moderata samlingspartiet | Hallands län, plats 185         |
|      | Lars U. Granberg               | Socialdemokraterna       | Norrbottens län, plats 349      |
|      | Marie Granlund                 | Socialdemokraterna       | Malmö kommun, plats 159         |
|      | Per Erik Granström             | Socialdemokraterna       | Kopparbergs län, plats 295      |
|      | Stig Grauers                   | Moderata samlingspartiet | Bohuslän, plats 215             |
|      | Monica Green                   | Socialdemokraterna       | Skaraborgs län, plats 248       |
|      | Rolf Gunnarsson                | Moderata samlingspartiet | Kopparbergs län, plats 296      |
|      | Holger Gustafsson              | Kristdemokraterna        | Skaraborgs län, plats 245       |
|      | Åke Gustavsson                 | Socialdemokraterna       | Jönköpings län, plats 101       |
|      | Michael Hagberg                | Socialdemokraterna       | Södermanlands län, plats 83     |
|      | Karl Hagström                  | Socialdemokraterna       | Gävleborgs län, plats 302       |
|      | Birger Hagård                  | Moderata samlingspartiet | Östergötlands län, plats 86     |
|      | Isa Halvarsson                 | Folkpartiet liberalerna  | Värmlands län, plats 257        |
|      | Birgitta Hambraeus             | Centerpartiet            | Kopparbergs län, plats 286      |
|      | Agne Hansson                   | Centerpartiet            | Kalmar län, plats 121           |
|      | Lars Hedfors                   | Socialdemokraterna       | Kronobergs län, plats 115       |
|      | Carl Erik Hedlund              | Moderata samlingspartiet | Stockholms kommun, plats 13     |
|      | Lennart Hedquist               | Moderata samlingspartiet | Uppsala län, plats 68           |
|      | Kerstin Heinemann              | Folkpartiet liberalerna  | Västmanlands län, plats 280     |
|      | Chris Heister                  | Moderata samlingspartiet | Stockholms län, plats 52        |
|      | Owe Hellberg                   | Vänsterpartiet           | Gävleborgs län, plats 310       |
|      | Gun Hellsvik                   | Moderata samlingspartiet | Malmöhus läns södra, plats 180  |
|      | Tom Heyman                     | Moderata samlingspartiet | Göteborgs kommun, plats 198     |
|      | Barbro Hietala Nordlund        | Socialdemokraterna       | Kopparbergs län, plats 297      |
|      | Lena Hjelm-Wallén              | Socialdemokraterna       | Västmanlands län, plats 275     |
|      | Lars Hjertén                   | Moderata samlingspartiet | Skaraborgs län, plats 242       |
|      | Hans Hjortzberg-Nordlund       | Moderata samlingspartiet | Hallands län, plats 188         |
|      | Ulla Hoffmann                  | Vänsterpartiet           | Stockholms län, plats 56        |
|      | Håkan Holmberg                 | Folkpartiet liberalerna  | Uppsala län, plats 65           |
|      | Nils-Göran Holmqvist           | Socialdemokraterna       | Örebro län, plats 270           |
|      | Sven Hulterström               | Socialdemokraterna       | Göteborgs kommun, plats 197     |
|      | Bengt Hurtig                   | Vänsterpartiet           | Norrbottens län, plats 342      |
|      | Per Olof Håkansson             | Socialdemokraterna       | Malmöhus läns södra, plats 170  |
|      | Carina Hägg                    | Socialdemokraterna       | Jönköpings län, plats 110       |
|      | Göran Hägglund                 | Kristdemokraterna        | Jönköpings län, plats 111       |
|      | Anders G Högmark               | Moderata samlingspartiet | Kronobergs län, plats 116       |
|      | Tomas Högström                 | Moderata samlingspartiet | Västmanlands län, plats 283     |
|      | Gunnar Hökmark                 | Moderata samlingspartiet | Stockholms län, plats 32        |
|      | Ingbritt Irhammar              | Centerpartiet            | Kristianstads län, plats 144    |
|      | Karin Israelsson               | Centerpartiet            | Västerbottens län, plats 329    |
|      | Margareta Israelsson           | Socialdemokraterna       | Västmanlands län, plats 277     |
|      | Jan Jennehag                   | Vänsterpartiet           | Västernorrlands län, plats 317  |
|      | Anita Johansson                | Socialdemokraterna       | Stockholms län, plats 31        |
|      | Ann-Kristine Johansson         | Socialdemokraterna       | Värmlands län, plats 261        |
|      | Barbro Johansson               | Miljöpartiet de Gröna    | Älvsborgs läns norra, plats 231 |
|      | Birgitta Johansson             | Socialdemokraterna       | Skaraborgs län, plats 240       |
|      | Eva Johansson                  | Socialdemokraterna       | Stockholms län, plats 37        |
|      | Inga-Britt Johansson           | Socialdemokraterna       | Göteborgs kommun, plats 193     |
|      | Kurt Ove Johansson             | Socialdemokraterna       | Malmö kommun, plats 152         |
|      | Magnus Johansson               | Socialdemokraterna       | Blekinge län, plats 135         |
|      | Märta Johansson                | Socialdemokraterna       | Bohuslän, plats 218             |
|      | Olof Johansson                 | Centerpartiet            | Stockholms kommun, plats 3      |
|      | Ingvar Johnsson                | Socialdemokraterna       | Älvsborgs läns norra, plats 224 |
|      | Jeppe Johnsson                 | Moderata samlingspartiet | Blekinge län, plats 139         |
|      | Annika Jonsell                 | Moderata samlingspartiet | Malmöhus läns södra, plats 172  |
|      | Elver Jonsson                  | Folkpartiet liberalerna  | Älvsborgs läns norra, plats 222 |
|      | Göte Jonsson                   | Moderata samlingspartiet | Jönköpings län, plats 104       |
|      | Ingemar Josefsson              | Socialdemokraterna       | Stockholms kommun, plats 22     |
|      | Håkan Juholt                   | Socialdemokraterna       | Kalmar län, plats 131           |
|      | Thomas Julin                   | Miljöpartiet de Gröna    | Gävleborgs län, plats 309       |
|      | Henrik S. Järrel               | Moderata samlingspartiet | Stockholms kommun, plats 4      |
|      | Anita Jönsson                  | Socialdemokraterna       | Malmöhus läns södra, plats 176  |
|      | Marianne Jönsson               | Socialdemokraterna       | Kristianstads län, plats 150    |
|      | Björn Kaaling                  | Socialdemokraterna       | Uppsala län, plats 66           |
|      | Hans Karlsson                  | Socialdemokraterna       | Örebro län, plats 268           |
|      | Ola Karlsson                   | Moderata samlingspartiet | Örebro län, plats 269           |
|      | Rinaldo Karlsson               | Socialdemokraterna       | Västerbottens län, plats 331    |
|      | Sonia Karlsson                 | Socialdemokraterna       | Östergötlands län, plats 94     |
|      | Rolf Kenneryd                  | Centerpartiet            | Hallands län, plats 183         |
|      | Ulf Kero                       | Socialdemokraterna       | Norrbottens län, plats 347      |
|      | Arne Kjörnsberg                | Socialdemokraterna       | Älvsborgs läns södra, plats 234 |
|      | Lena Klevenås                  | Socialdemokraterna       | Älvsborgs läns norra, plats 229 |
|      | Maj-Inger Klingvall            | Socialdemokraterna       | Östergötlands län, plats 95     |
|      | Lennart Klockare               | Socialdemokraterna       | Norrbottens län, plats 344      |
|      | Göthe Knutson                  | Moderata samlingspartiet | Värmlands län, plats 251        |
|      | Inger Koch                     | Moderata samlingspartiet | Stockholms län, plats 36        |
|      | Ronny Korsberg                 | Miljöpartiet de Gröna    | Jönköpings län, plats 113       |
|      | Ulf Kristersson                | Moderata samlingspartiet | Stockholms kommun, plats 17     |
|      | Kerstin Kristiansson Karlstedt | Socialdemokraterna       | Västernorrlands län, plats 315  |
|      | Bengt Kronblad                 | Socialdemokraterna       | Kalmar län, plats 122           |
|      | Kenneth Kvist                  | Vänsterpartiet           | Stockholms kommun, plats 23     |
|      | Bo Könberg                     | Folkpartiet liberalerna  | Stockholms kommun, plats 9      |
|      | Per Lager                      | Miljöpartiet de Gröna    | Bohuslän, plats 220             |
|      | Jarl Lander                    | Socialdemokraterna       | Värmlands län, plats 256        |
|      | Henrik Landerholm              | Moderata samlingspartiet | Södermanlands län, plats 80     |
|      | Ewa Larsson                    | Miljöpartiet de Gröna    | Stockholms kommun, plats 24     |
|      | Kaj Larsson                    | Socialdemokraterna       | Kristianstads län, plats 146    |
|      | Lena Larsson                   | Socialdemokraterna       | Malmöhus läns norra, plats 167  |
|      | Roland Larsson                 | Centerpartiet            | Östergötlands län, plats 93     |
|      | Frank Lassen                   | Socialdemokraterna       | Värmlands län, plats 255        |
|      | Lars Leijonborg                | Folkpartiet liberalerna  | Stockholms län, plats 38        |
|      | Sören Lekberg                  | Socialdemokraterna       | Stockholms län, plats 33        |
|      | Göran Lennmarker               | Moderata samlingspartiet | Stockholms län, plats 46        |
|      | Lars Lilja                     | Socialdemokraterna       | Västerbottens län, plats 328    |
|      | Mats Lindberg                  | Socialdemokraterna       | Västerbottens län, plats 330    |
|      | Gullan Lindblad                | Moderata samlingspartiet | Värmlands län, plats 252        |
|      | Tanja Linderborg               | Vänsterpartiet           | Västmanlands län, plats 281     |
|      | Sylvia Lindgren                | Socialdemokraterna       | Stockholms kommun, plats 18     |
|      | Olle Lindström                 | Moderata samlingspartiet | Norrbottens län, plats 343      |
|      | Gudrun Lindvall                | Miljöpartiet de Gröna    | Stockholms län, plats 55        |
|      | Agneta Lundberg                | Socialdemokraterna       | Västernorrlands län, plats 321  |
|      | Carin Lundberg                 | Socialdemokraterna       | Västerbottens län, plats 332    |
|      | Inger Lundberg                 | Socialdemokraterna       | Örebro län, plats 266           |
|      | Sven Lundberg                  | Socialdemokraterna       | Västernorrlands län, plats 311  |
|      | Bo Lundgren                    | Moderata samlingspartiet | Kristianstads län, plats 142    |
|      | Ulla Löfgren                   | Moderata samlingspartiet | Västerbottens län, plats 336    |
|      | Berit Löfstedt                 | Socialdemokraterna       | Östergötlands län, plats 88     |
|      | Johan Lönnroth                 | Vänsterpartiet           | Göteborgs kommun, plats 201     |
|      | Lars-Erik Lövdén               | Socialdemokraterna       | Malmö kommun, plats 153         |
|      | Göran Magnusson                | Socialdemokraterna       | Västmanlands län, plats 278     |
|      | Leif Marklund                  | Socialdemokraterna       | Norrbottens län, plats 340      |
|      | Jerry Martinger                | Moderata samlingspartiet | Stockholms län, plats 39        |
|      | Ulf Melin                      | Moderata samlingspartiet | Jönköpings län, plats 108       |
|      | Ulrica Messing                 | Socialdemokraterna       | Gävleborgs län, plats 307       |
|      | Maggi Mikaelsson               | Vänsterpartiet           | Västerbottens län, plats 333    |
|      | Carina Moberg                  | Socialdemokraterna       | Stockholms län, plats 62        |
|      | Anders Nilsson                 | Socialdemokraterna       | Skaraborgs län, plats 241       |
|      | Annika Nilsson                 | Socialdemokraterna       | Malmöhus läns norra, plats 169  |
|      | Bo Nilsson                     | Socialdemokraterna       | Malmöhus läns norra, plats 161  |
|      | Börje Nilsson                  | Socialdemokraterna       | Kristianstads län, plats 140    |
|      | Carl G. Nilsson                | Moderata samlingspartiet | Östergötlands län, plats 92     |
|      | Christin Nilsson               | Socialdemokraterna       | Malmöhus läns norra, plats 163  |
|      | Helena Nilsson                 | Centerpartiet            | Malmöhus läns norra, plats 168  |
|      | Lennart Nilsson                | Socialdemokraterna       | Bohuslän, plats 208             |
|      | Martin Nilsson                 | Socialdemokraterna       | Jönköpings län, plats 109       |
|      | Margareta E. Nordenvall        | Moderata samlingspartiet | Stockholms län, plats 57        |
|      | Annika Nordgren Christensen    | Miljöpartiet de Gröna    | Skaraborgs län, plats 250       |
|      | Kjell Nordström                | Socialdemokraterna       | Skaraborgs län, plats 243       |
|      | Kristina Nordström             | Socialdemokraterna       | Stockholms kommun, plats 8      |
|      | Patrik Norinder                | Moderata samlingspartiet | Gävleborgs län, plats 305       |
|      | Pär Nuder                      | Socialdemokraterna       | Stockholms län, plats 61        |
|      | Sven-Åke Nygårds               | Socialdemokraterna       | Stockholms kommun, plats 10     |
|      | Elizabeth Nyström              | Moderata samlingspartiet | Älvsborgs läns norra, plats 226 |
|      | Ingrid Näslund                 | Kristdemokraterna        | Göteborgs kommun, plats 200     |
|      | Mats Odell                     | Kristdemokraterna        | Stockholms län, plats 50        |
|      | Mikael Odenberg                | Moderata samlingspartiet | Stockholms kommun, plats 15     |
|      | Ronny Olander                  | Socialdemokraterna       | Malmöhus läns södra, plats 181  |
|      | Bengt Harding Olson            | Folkpartiet liberalerna  | Kristianstads län, plats 145    |
|      | Karin Olsson                   | Socialdemokraterna       | Blekinge län, plats 138         |
|      | Kent Olsson                    | Moderata samlingspartiet | Bohuslän, plats 216             |
|      | Berit Oscarsson                | Socialdemokraterna       | Västmanlands län, plats 276     |
|      | Roy Ottosson                   | Miljöpartiet de Gröna    | Västernorrlands län, plats 320  |
|      | Sverre Palm                    | Socialdemokraterna       | Bohuslän, plats 209             |
|      | Nikos Papadopoulos             | Socialdemokraterna       | Stockholms kommun, plats 1      |
|      | Nalin Pekgul                   | Socialdemokraterna       | Stockholms kommun, plats 26     |
|      | Anita Persson                  | Socialdemokraterna       | Södermanlands län, plats 76     |
|      | Bertil Persson                 | Moderata samlingspartiet | Malmö kommun, plats 158         |
|      | Catherine Persson              | Socialdemokraterna       | Malmöhus läns södra, plats 178  |
|      | Göran Persson                  | Socialdemokraterna       | Södermanlands län, plats 79     |
|      | Karl-Erik Persson              | Vänsterpartiet           | Örebro län, plats 265           |
|      | Leo Persson                    | Socialdemokraterna       | Kopparbergs län, plats 289      |
|      | My Persson                     | Moderata samlingspartiet | Göteborgs kommun, plats 202     |
|      | Siw Persson                    | Folkpartiet liberalerna  | Malmöhus läns norra, plats 162  |
|      | Eva Persson Sellin             | Socialdemokraterna       | Norrbottens län, plats 346      |
|      | Thage G Peterson               | Socialdemokraterna       | Stockholms län, plats 28        |
|      | Christina Pettersson           | Socialdemokraterna       | Stockholms län, plats 51        |
|      | Karin Pilsäter                 | Folkpartiet liberalerna  | Stockholms län, plats 34        |
|      | Ragnhild Pohanka               | Miljöpartiet de Gröna    | Kopparbergs län, plats 290      |
|      | Marietta de Pourbaix-Lundin    | Moderata samlingspartiet | Stockholms län, plats 40        |
|      | Chatrine Pålsson               | Kristdemokraterna        | Kalmar län, plats 124           |
|      | Ola Rask                       | Socialdemokraterna       | Stockholms län, plats 54        |
|      | Fredrik Reinfeldt              | Moderata samlingspartiet | Stockholms län, plats 53        |
|      | Sonja Rembo                    | Moderata samlingspartiet | Göteborgs kommun, plats 192     |
|      | Inger René                     | Moderata samlingspartiet | Bohuslän, plats 214             |
|      | Stig Rindborg                  | Moderata samlingspartiet | Stockholms län, plats 44        |
|      | Agneta Ringman                 | Socialdemokraterna       | Kalmar län, plats 129           |
|      | Fanny Rizell                   | Kristdemokraterna        | Älvsborgs läns norra, plats 228 |
|      | Lennart Rohdin                 | Folkpartiet liberalerna  | Gävleborgs län, plats 308       |
|      | Per Rosengren                  | Vänsterpartiet           | Skaraborgs län, plats 247       |
|      | Yvonne Ruwaida                 | Miljöpartiet de Gröna    | Örebro län, plats 274           |
|      | Rune Rydén                     | Moderata samlingspartiet | Malmöhus läns södra, plats 171  |
|      | Bengt-Ola Ryttar               | Socialdemokraterna       | Kopparbergs län, plats 288      |
|      | Catarina Rönnung               | Socialdemokraterna       | Jönköpings län, plats 103       |
|      | Pär-Axel Sahlberg              | Socialdemokraterna       | Hallands län, plats 190         |
|      | Ingegerd Sahlström             | Socialdemokraterna       | Hallands län, plats 184         |
|      | Marianne Samuelsson            | Miljöpartiet de Gröna    | Stockholms län, plats 48        |
|      | Margareta Sandgren             | Socialdemokraterna       | Jönköpings län, plats 112       |
|      | Lena Sandlin-Hedman            | Socialdemokraterna       | Västerbottens län, plats 338    |
|      | Stig Sandström                 | Vänsterpartiet           | Älvsborgs läns norra, plats 230 |
|      | Birger Schlaug                 | Miljöpartiet de Gröna    | Östergötlands län, plats 98     |
|      | Pierre Schori                  | Socialdemokraterna       | Stockholms län, plats 45        |
|      | Gudrun Schyman                 | Vänsterpartiet           | Stockholms län, plats 42        |
|      | Inger Segelström               | Socialdemokraterna       | Stockholms kommun, plats 2      |
|      | Ingibjörg Sigurdsdóttir        | Socialdemokraterna       | Gotlands län, plats 133         |
|      | Bengt Silfverstrand            | Socialdemokraterna       | Malmöhus läns norra, plats 160  |
|      | Ingrid Skeppstedt              | Centerpartiet            | Södermanlands län, plats 81     |
|      | Christer Skoog                 | Socialdemokraterna       | Blekinge län, plats 134         |
|      | Tuve Skånberg                  | Kristdemokraterna        | Kristianstads län, plats 149    |
|      | Kenth Skårvik                  | Folkpartiet liberalerna  | Bohuslän, plats 210             |
|      | Lisbeth Staaf-Igelström        | Socialdemokraterna       | Värmlands län, plats 258        |
|      | Karin Starrin                  | Centerpartiet            | Gävleborgs län, plats 304       |
|      | Hans Stenberg                  | Socialdemokraterna       | Västernorrlands län, plats 319  |
|      | Lars Stjernkvist               | Socialdemokraterna       | Östergötlands län, plats 97     |
|      | Michael Stjernström            | Kristdemokraterna        | Stockholms kommun, plats 25     |
|      | Ola Ström                      | Folkpartiet liberalerna  | Örebro län, plats 271           |
|      | Håkan Strömberg                | Socialdemokraterna       | Örebro län, plats 262           |
|      | Ola Sundell                    | Moderata samlingspartiet | Jämtlands län, plats 327        |
|      | Britta Sundin                  | Socialdemokraterna       | Västernorrlands län, plats 313  |
|      | Åke Sundqvist                  | Moderata samlingspartiet | Västernorrlands län, plats 312  |
|      | Karl-Gösta Svenson             | Moderata samlingspartiet | Blekinge län, plats 136         |
|      | Alf Svensson                   | Kristdemokraterna        | Jönköpings län, plats 107       |
|      | Nils T. Svensson               | Socialdemokraterna       | Malmö kommun, plats 155         |
|      | Sten Svensson                  | Moderata samlingspartiet | Skaraborgs län, plats 239       |
|      | Anders Svärd                   | Centerpartiet            | Örebro län, plats 264           |
|      | Björn von Sydow                | Socialdemokraterna       | Stockholms län, plats 60        |
|      | Nils-Erik Söderqvist           | Socialdemokraterna       | Älvsborgs läns norra, plats 232 |
|      | Birthe Sörestedt               | Socialdemokraterna       | Malmö kommun, plats 156         |
|      | Ingela Thalén                  | Socialdemokraterna       | Stockholms län, plats 41        |
|      | Görel Thurdin                  | Centerpartiet            | Västernorrlands län, plats 316  |
|      | Lars Tobisson                  | Moderata samlingspartiet | Stockholms län, plats 29        |
|      | Sten Tolgfors                  | Moderata samlingspartiet | Örebro län, plats 273           |
|      | Per Unckel                     | Moderata samlingspartiet | Östergötlands län, plats 89     |
|      | Ines Uusmann                   | Socialdemokraterna       | Stockholms län, plats 43        |
|      | Paavo Vallius                  | Socialdemokraterna       | Västmanlands län, plats 282     |
|      | Kerstin Warnerbring            | Centerpartiet            | Malmöhus läns södra, plats 179  |
|      | Karin Wegestål                 | Socialdemokraterna       | Malmöhus läns södra, plats 174  |
|      | Ulla Wester-Rudin              | Socialdemokraterna       | Kristianstads län, plats 151    |
|      | Per Westerberg                 | Moderata samlingspartiet | Södermanlands län, plats 77     |
|      | Barbro Westerholm              | Folkpartiet liberalerna  | Stockholms kommun, plats 12     |
|      | Majléne Westerlund Panke       | Socialdemokraterna       | Hallands län, plats 189         |
|      | Iréne Vestlund                 | Socialdemokraterna       | Kopparbergs län, plats 287      |
|      | Anne Wibble                    | Folkpartiet liberalerna  | Stockholms län, plats 35        |
|      | Birgitta Wichne                | Moderata samlingspartiet | Älvsborgs läns södra, plats 237 |
|      | Monica Widnemark               | Socialdemokraterna       | Kronobergs län, plats 117       |
|      | Marie Wilén                    | Centerpartiet            | Västmanlands län, plats 285     |
|      | Carl-Johan Wilson              | Folkpartiet liberalerna  | Jönköpings län, plats 106       |
|      | Margareta Winberg              | Socialdemokraterna       | Jämtlands län, plats 323        |
|      | Lilian Virgin                  | Socialdemokraterna       | Gotlands län, plats 132         |
|      | Birgitta Wistrand              | Moderata samlingspartiet | Stockholms kommun, plats 16     |
|      | Siw Wittgren-Ahl               | Socialdemokraterna       | Göteborgs kommun, plats 199     |
|      | Liselotte Wågö                 | Moderata samlingspartiet | Hallands län, plats 186         |
|      | Ingegerd Wärnersson            | Socialdemokraterna       | Kristianstads län, plats 148    |
|      | Anders Ygeman                  | Socialdemokraterna       | Stockholms kommun, plats 11     |
|      | Kristina Zakrisson             | Socialdemokraterna       | Norrbottens län, plats 348      |
|      | Eva Zetterberg                 | Vänsterpartiet           | Stockholms kommun, plats 14     |
|      | Hanna Zetterberg               | Vänsterpartiet           | Göteborgs kommun, plats 207     |
|      | Rolf Åbjörnsson                | Kristdemokraterna        | Västerbottens län, plats 335    |
|      | Anna Åkerhielm                 | Moderata samlingspartiet | Malmöhus läns norra, plats 166  |
|      | Alice Åström                   | Vänsterpartiet           | Jönköpings län, plats 114       |
|      | Conny Öhman                    | Socialdemokraterna       | Östergötlands län, plats 100    |
|      | Monica Öhman                   | Socialdemokraterna       | Norrbottens län, plats 341      |
|      | Krister Örnfjäder              | Socialdemokraterna       | Kalmar län, plats 125           |
|      | Sven-Erik Österberg            | Socialdemokraterna       | Västmanlands län, plats 284     |
|      | Sten Östlund                   | Socialdemokraterna       | Göteborgs kommun, plats 194     |
|      | Thomas Östros                  | Socialdemokraterna       | Uppsala län, plats 74           |

## Ersättare
| Namn | Namn                | Ersättare för       | Parti              | Valkrets, plats             |
| ---- | ------------------- | ------------------- | ------------------ | --------------------------- |
|      | Christina Axelsson  | Pierre Schori       | Socialdemokraterna | Stockholms län, plats 45    |
|      | Cinnika Beiming     | Pär Nuder           | Socialdemokraterna | Stockholms län, plats 61    |
|      | Mats Berglind       | Thomas Östros       | Socialdemokraterna | Uppsala län, plats 74       |
|      | Agneta Brendt       | Ulrica Messing      | Socialdemokraterna | Gävleborgs län, plats 307   |
|      | Björn Ericson       | Ines Uusmann        | Socialdemokraterna | Stockholms län, plats 43    |
|      | Christer Erlandsson | Björn von Sydow     | Socialdemokraterna | Stockholms län, plats 60    |
|      | Hans Hoff           | Ingegerd Sahlström  | Socialdemokraterna | Hallands län, plats 184     |
|      | Elisebeht Markström | Göran Persson       | Socialdemokraterna | Södermanlands län, plats 79 |
|      | Majvi Andersson     | Nalin Pekgul        | Socialdemokraterna | Stockholms kommun, plats 26 |
|      | Jörgen Persson      | Margareta Winberg   | Socialdemokraterna | Jämtlands län, plats 323    |
|      | Marina Pettersson   | Bo Finnkvist        | Socialdemokraterna | Värmlands län, plats 253    |
|      | Berndt Sköldestig   | Maj-Inger Klingvall | Socialdemokraterna | Östergötlands län, plats 95 |
|      | Åsa Stenberg        | Thage G Peterson    | Socialdemokraterna | Stockholms län, plats 28    |
|      | Lennart Thörnlund   | Eva Persson Sellin  | Socialdemokraterna | Norrbottens län, plats 346  |
|      | Tone Tingsgård      | Birgitta Dahl       | Socialdemokraterna | Uppsala län, plats 63       |
|      | Mariann Ytterberg   | Lena Hjelm-Wallén   | Socialdemokraterna | Västmanlands län, plats 275 |